# Лена Дънам
Лена Дънам (на английски: Lena Dunham) е американска актриса, продуцент, режисьор, сценарист и писателка на бестселъри в жанра мемоари.

## Биография и творчество
Дънам е родена на 13 май 1986 г. в Ню Йорк, САЩ, в семейството на художника Карол Дънам и дизайнерката и фотограф Лори Симънс. Баща ѝ е протестант, а майка ѝ е еврейка. Има по-малка сестра. Отраства в Бруклин, където учи в гимназия „Сейнт Ан“. През 2001 г. работи за кратко във видео магазин.
Печели стипендия и учи една година в частния университет „Ню Скуул“. После се прехвърля в колежа „Оберлин“ и завършва със специалност „Творческо писане“ през 2008 г. Докато е в колежа прави няколко късометражни филма в Ютюб на тема сексуалното израстване. През 2007 г. се участва в тийнейджърския телевизионен сериал „Tight Shots“.
През 2009 г. прави първия си игрален филм „Creative Nonfiction“. Прави пробив в кариерата си през 2010 г. с полуавтобиографичния филм „Tiny Furniture“ (Малки мебели), в който е сценарист, режисьор и актьор. Филмът получава редица награди за независимо кино.
Става известна със сериала на HBO от 2012 г. – „Girls“ (Момичета), който се реализира в шест последователни сезона. Същата година е издаден и автобиографичният ѝ сборник „Не съм от онези момичета“, който достига №2 в списъка на бестселърите на „Ню Йорк Таймс“.
За участието си в сериала и успеха на книгата е включена в списъка на 100-те най-влиятелни личности на 2013 г. на списание „Тайм“.
През 2015 г. заедно ск писателката Джени Конър основават феминисткия онлайн бюлетин „Lenny Letter“.
Лена Дънам живее в Ню Йорк.

## Произведения

### Сборници
- Not That Kind of Girl (2012)
Не съм от онези момичета, изд.: „SkyPrint“, София (2015), прев. Весела Прошкова

### Екранизации
- 2006 Dealing – късометражен
- 2007 Tight Shots – ТВ сериал
- 2009 Delusional Downtown Divas – ТВ сериал
- 2009 Creative Nonfiction – история
- 2010 Tiny Furniture – история
- 2012 Nobody Walks – история
- 2013 Best Friends – късометражен
- 2013 Choose You – късометражен
- 2014 Cover Girl – късометражен
- 2012 – 2017 Girls – ТВ сериал, 62 епизода, създател и автор
- 2019 Camping – ТВ сериал, създател

## Филмография

### Кино
- 2006 Dealing
- 2007 Una & Jacques
- 2009 The House of the Devil
- 2009 Creative Nonfiction
- 2009 The Viewer
- 2009 Family Tree
- 2010 Gabi on the Roof in July
- 2010 Tiny Furniture
- 2011 The Innkeepers
- 2012 Nobody Walks
- 2012 Supporting Characters
- 2012 This Is 40
- 2014 Happy Christmas
- 2015 Sky
- 2016 Да разлаем съседите още веднъж, Neighbors 2: Sorority Rising
- 2016 My Art
- 2016 My Entire High School Sinking Into the Sea
- 2019 Имало едно време в Холивуд, Once Upon a Time in Hollywood

### Телевизия
- 2007 Tight Shots
- 2009 Delusional Downtown Divas
- 2012–2017 Girls
- 2014–2016 Време за приключения, Adventure Time – глас
- 2014 На живо в събота вечер, Saturday Night Live
- 2015 Scandal
- 2015 7 Days in Hell
- 2015 Семейство Симпсън, The Simpsons – глас
- 2017 Travel Man
- 2017 Зловеща семейна история: Секта, American Horror Story: Cult
- 2018 Драг надпреварата на Рупол, Rupaul's Drag Race